# Drosophila mediobandes
Drosophila mediobandes är en tvåvingeart som beskrevs av Dwivedi och Gupta 1980. Drosophila mediobandes ingår i släktet Drosophila och familjen daggflugor.
Artens utbredningsområde är Indien.